# Keylogger

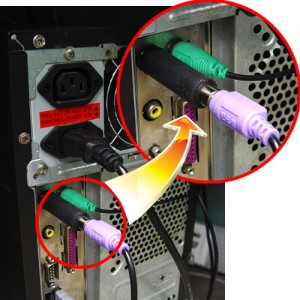
En keylogger installerad mellan tangentbord och dator.

Keylogger är en typ av datorprogramvara eller hårdvara med vars hjälp man kan registrera (logga) tangenttryckningar på en dator. Keyloggern registrerar alla knappar som trycks ned och kan på så vis till exempel få reda på lösenord. 
Syftet är ofta att stjäla viktig information, som till exempel lösenord, av datoranvändare. Keyloggers installeras oftast på en dator med hjälp av en fjärrstyrd trojansk häst. Keyloggers kan installeras genom att man installerar något, till exempel ett spel eller programvara, och Keyloggern installeras utan att man märker något.